# عائشة (اسم)
عائشة هو اسم علم مؤنث من اللغة العربية. مأخوذ من الفعل عاش والعيش هو الحياة يُقال أعاشه الله عيشة راضية، ورجل عايش سنوات رغد وخير.
وهو اسم السيدة عائشة زوجة النبي محمد، وابنة أبي بكر أحد صحابة النبي، حيث أصبح اسما شائعا وبها يتحبّب الناس بتسمية بناتهم.
وهو اسم متداول في منطقة جنوب آسيا، وعموما هو أكثر شيوعا في العالم العربي والبلدان ذات الكثافة السكانية العالية من المسلمين وبالخصوص المذهب السني. كما يستعمل في ثقافات أخرى، خصوصا في الدول التي تعرفا انفتاحا ثقافيا وعرقيا كالولايات المتحدة مثلا، حيث احتل اسم عائشة المرتبة 2020 من أصل 4275 اسما للإناث في الولايات المتحدة الأمريكية في تعداد سكان 1990. عرف اسم عائشة شعبية لفترة وجيزة لدى الناطقين بالإنجليزية، حيث ظهر في عدة أعمال روائية مثل أعمال الكاتب هنري رايدر هاجارد في عمله «هي (رواية)»، وهي واحدة من كلاسيكيات الأدب الخيالي، وبيع منها حتى عام 1965 أكثر من 83 مليون نسخة وترجمت إلى أكثر من 44 لغة مختلفة،

## أعلام وشخصيات تحمل اسم عائشة
- عائشة الحرة: والدة آخر ملوك غرناطة أبو عبد الله الصغير
- عائشة بنت أبي بكر زوجة النبي محمد.
- عائشة عبد الرحمن: مفكرة وكاتبة مصرية.
- عائشة التيمورية: شاعرة مصرية.
- عائشة حفصة سلطان: هي زوجة السلطان سليم الأول وأم السلطان سليمان القانوني. كانت واحدة من أكثر الشخصيات نفوذا في الدولة العثمانية خلال فترة حكم ابنها في عام 1520 حتى وفاتها عام 1534، وتعد أول من حمل لقب والدة السلطان وتؤخذ كمثال على مفهوم «سلطنة الحريم».
- عائشة شعشع: كاتبة تركية ومؤلفة.
- عائشة مناف: فنانة مغربية مبدعة ومحترمة فنيا وقديرة، اكتشفت إصابتها بالسرطان في أواخر شهر أبريل من سنة 2010.[6][7]
- عائشة إبراهيم: ممثلة كويتية.
- عائشة الكيلاني: ممثلة مصرية.
- عائشة القذافي: ابنة الزعيم الليبي معمر القذافي
- عائشة ماه ماه: ممثلة مغربية
- عائشة (رواية): رواية تونسية
- عائشة عبد الرحمن: عائشة محمد علي عبد الرحمن المعروفة ببنت الشاطئ، مفكرة وكاتبة مصرية، وأستاذة جامعية وباحثة، وهي أول امرأة تحاضر بالجامع الأزهر.
- عائشة الفيلالي: فنانة تشكيلية تونسية تمارس عدة اختصاصات: منها الخزف والتصميم والنحت والقماش.
- عائشة سجيد: عائشة ساجد ممثلة مغربية ولدت سنة 1949، لها عدة أفلام تلفزيونية وسينمائية كالصمت اتجاه ممنوع.